# Pirules
Pirules är en ort i Mexiko, tillhörande kommunen Acolman i delstaten Mexiko. Pirules ligger i den centrala delen av landet och tillhör Mexico Citys storstadsområde. Orten hade 193 invånare vid folkräkningen 2010.